# 数見道場
数見道場（かずみどうじょう）とは、神奈川県川崎市川崎区大島に総本部を置く空手道場である。

## 組織概要
2003年（平成15年）に日本空手道数見道場として設立。その後、日本拳学会との合併などを経て、正式名称を日本空手道拳学連盟数見道場とする。ただし、数見肇の ブログ には、RKJ (Real Karate Japan) 空手道 数見道場ともあり、その詳細は不明。
館長は幼少期より空手を始め、極真会館（松井派）主催の大会で数多くの実績を残されている数見肇。

## 指導理念
- 格闘スポーツと異なる武道としての空手
- 今最も必要とされる武道精神
- 礼儀・勇気・やさしさ
- 正しい稽古が可能にするシステマティックな上達

## 従来のフルコンタクト空手との違い
極真会館においても、型自体は存在したが、従来の型の有用性などに疑問を持ち、心道流の宇城憲治に師事。沖縄古伝のサンチンなどを重点的に指導している（詳しくは「入門をお考えの方へ」を参照）。